# (523744) 2014 TC86
(523744) 2014 TC86 est un objet transneptunien de la ceinture de Kuiper, de la famille des cubewanos. il pourrait être candidat au titre de planète naine.